# Cseh Kálmán
Vitéz nemes szentkatolnai Cseh Kálmán (Budapest, 1892. november 28. – Budapest, 1986. március 14.) magyar katona, olimpikon és lovaglótanár. A tanácsköztársaság idején ő volt az a zászlóaljparancsnok, aki legtovább harcolt a Vörös Hadsereg kötelékében.
Az 1928-as amszterdami olimpián a háromnapos lovastusa versenyben (military) indult és a csapatküzdelmekben Adda Alfréddal és Binder Ottóval 1845,18 pontos teljesítménnyel a 11. helyen végeztek. Díjugratásban a csapattal Malanotti Lajos és Kánia Antal mellett a 13. helyen végeztek. Egyéniben Béni nevű lován 32 (1:56,0) hibapontos teljesítménnyel 43. lett.

## Élete
Tüzértiszt volt, katonai szolgálatát 1914. október 1-jén kezdte a cs. és kir. 35. tábori tüzérezredben. 1919-ben a Tanácsköztársaságot fegyverrel a kézben védte Sopronban és Erdélyben. Az ő parancsnoksága alatt lévő zászlóalj tette le utoljára a fegyvert. A háború után Romániából kiutasították. Katonai szolgálata nem ért véget szolgált a nemzeti hadseregben, mint lovas tüzér, páncélelhárító, lovas és lovaglótanár tiszti beosztásokban. Lovas tanítója Ivanenkó Dimitrij kapitány volt. 1925-ben díjugratásban magyar bajnokságot nyert. Európa hírű lovas és kiképző volt, aki maga és tanítványai révén több száz díjat nyert.
Az 1928. évi nyári olimpiai játékokon Amszterdamban századosi rendfokozattal szerepelt. A háromnapos versenyben a csapattal (Adda Alfréd, Binder Ottó és ő 1845,18) a 11. helyen végeztek. A háromnapos lovastusa egyéni küzdelmeit Bene nevű lován feladta. A tereplovaglásban bukott, de tovább lovagolt. Agyrázkódással kórházba vitték, de még így is lovagolt másnap a díjugratásban. Az egyik ugrását a zsűri gázolásnak minősítette és kizárták a további versenyből. Díjugratásban a csapattal (Malanotti Lajos, Kánia Antal és ő 64/32/) a 13. helyen végeztek. Egyéniben Béni nevű lován 32 (1:56,0) hibapontos teljesítménnyel a 43. helyen végzett. Béni nevű lova korábban az első világháborúban szolgált, mint tüzérhámos.
1939-ben léptették elő alezredesnek később a szovjet frontra került. Davidovkában ő volt a munkaszolgálatosokat őrző tábor parancsnoka és ebben a táborban volt munkaszolgálatos Petschauer Attila olimpiai bajnok kardvívó.  Egyes források szerint részt vett az olimpiai bajnok kínzásában, amit később a bíróságon ő maga sem tagadott. 1943 márciusában nyugállományba helyezték. A háború végén 1944-45-ben részt vett az ellenállási mozgalomban. A nyilasok elfogták és nyugatra hurcolták, ahonnan 1945-ben szabadult és hazatért Magyarországra. A második világháború után kérte visszavételét a hadseregbe, de elutasították. Ezután egy ideig kenyérgyári kocsisként, perecesként dolgozott, majd 1949-től földműves lett. 1986. március 14-én hunyt el. Az Új Köztemetőben (12/07-01-39) nyugszik.